# 徐仁修
徐仁修（1946年3月15日—），生於臺灣新竹縣竹東區芎林鄉，台灣客家人，作家、自然生態攝影家。畢業於屏東農專，並曾派駐尼加拉瓜擔任農業技術顧問，1974年開始在菲律賓、西爪哇、東馬來西亞沙巴、美國西南部、泰北、寮國與緬甸等地攝影旅行。1984年曾任《牛頓雜誌》的攝影師。1995年6月25日在台灣成立了荒野保護協會，以籌款購買荒地保留其生態和物種為宗旨。
徐仁修的文章富含人文與土地的思考，配攝影和真實的蠻荒經歷，使他在台灣獲得了不少文學獎項，如吳三連報導文學獎（1998年）、吳魯芹散文獎等。然而他並非專職寫作他的探險故事，早期他也曾發表過相當多的農業技術論文、並對台灣特有種的動植物發表過專門的研究文章。

## 著作

### 蠻荒探險系列
- 《月落蠻荒》
- 《季風穿林》
- 《英雄埋名》
- 《罌粟邊城》
- 《赤道無風》
- 《山河好大》

### 攝影集與其他散文系列
- 《自自然然》
- 《荒地有情》
- 《守護家園》
- 《邊陲東部》
- 《思源埡口歲時記》
- 《猿吼季風林》
- 《仲夏夜探秘》
- 《動物紀事》
- 《自然四記》
- 《自然生態散記》
- 《台灣生活日記》
- 《台灣的森林》
- 《養蜂人家》
- 《森林四季》
- 《荒野有情》
- 《叢林夜雨》
- 《家在九芎林》
- 《與大自然捉迷藏》
- 《不要跟我說再見．台灣》
- 《褔爾摩沙．野之頌》
- 《秋去秋來》
- 《村童野徑》

### 兒童電子書系列
- 《與大自然捉迷藏》[1]

### 音樂
- 《森林狂想曲》

## 外部連結
- 徐仁修個人網站
- 遠流介紹徐仁修 （页面存档备份，存于）